# Turquant
 Turquant  là một xã thuộc tỉnh Maine-et-Loire trong vùng Pays de la Loire phía tây nước Pháp. Xã này nằm ở khu vực có độ cao trung bình 42 mét trên mực nước biển.

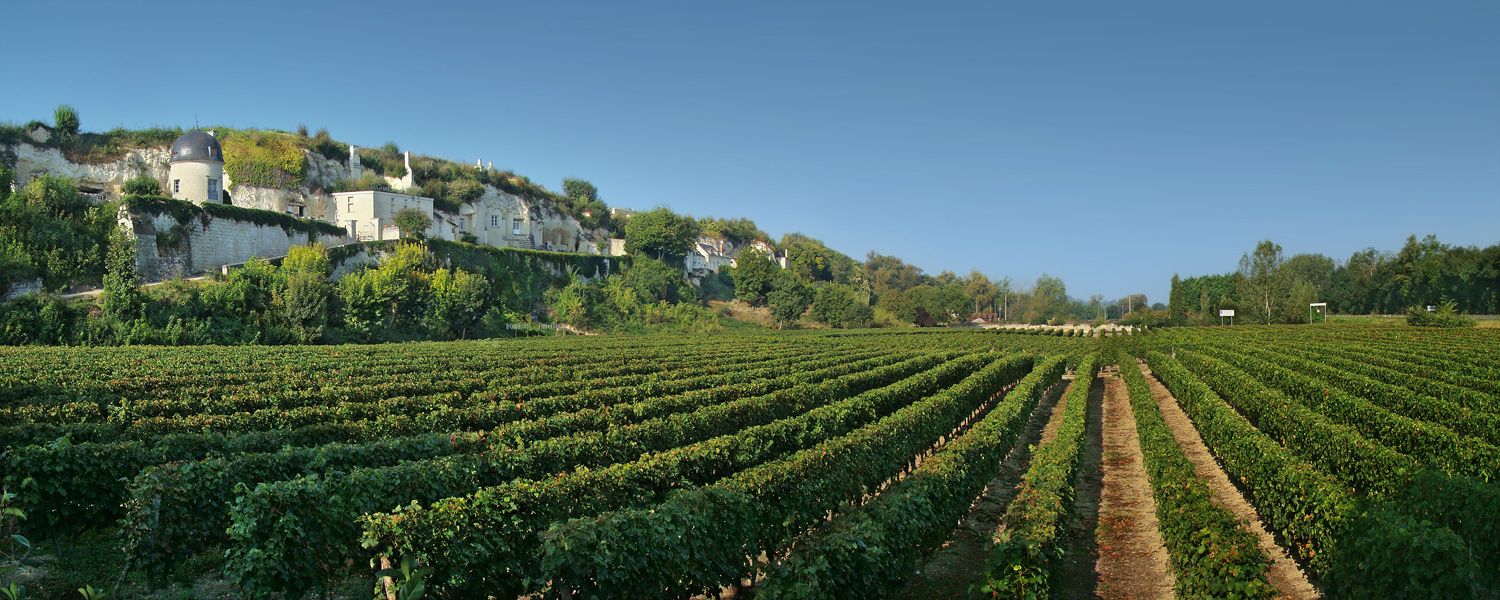
Vườn nho và nhà dọc tuyến D947